# Saurat
Pour les articles homonymes, voir Saurat (homonymie).
Ne doit pas être confondu avec Saura.
Saurat [soʁat] est une commune française située dans le département de l'Ariège, en région Occitanie. La dernière entreprise de pierres à aiguiser naturelles de France s'y trouve. Sur le plan historique et culturel, la commune fait partie du pays du Sabarthès, structuré par la haute vallée de l'Ariège en amont du pays de Foix avec Tarascon-sur-Ariège comme ville principale.
Exposée à un climat de montagne, elle est drainée par le Saurat, le ruisseau de Loumet et par divers autres petits cours d'eau. Incluse dans le parc naturel régional des Pyrénées ariégeoises, la commune possède un patrimoine naturel remarquable composé de huit zones naturelles d'intérêt écologique, faunistique et floristique.
Saurat est une commune rurale qui compte 697 habitants en 2022, après avoir connu un pic de population de 5 509 habitants en 1841. Elle appartient à l'unité urbaine de Tarascon-sur-Ariège. Ses habitants sont appelés les Sauratois ou Sauratoises.
La commune fait partie du parc naturel régional des Pyrénées ariégeoises.

## Géographie

### Localisation
La commune de Saurat se trouve dans le département de l'Ariège, en région Occitanie.
Elle se situe à 11 km à vol d'oiseau de Foix, préfecture du département, et à 6 km de Tarascon-sur-Ariège, bureau centralisateur du canton du Sabarthès dont dépend la commune depuis 2015 pour les élections départementales.
La commune fait en outre partie du bassin de vie de Tarascon-sur-Ariège.
Les communes les plus proches sont : 
Bédeilhac-et-Aynat (2,3 km), Rabat-les-Trois-Seigneurs (2,7 km), Surba (3,7 km), Gourbit (3,8 km), Arignac (5,2 km), Quié (5,8 km), Tarascon-sur-Ariège (6,5 km), Bompas (6,7 km).
Sur le plan historique et culturel, Saurat fait partie du pays du Sabarthès, structuré par la haute vallée de l'Ariège en amont du pays de Foix avec Tarascon-sur-Ariège comme ville principale.
Saurat est limitrophe de huit autres communes.
Les communes limitrophes sont Bédeilhac-et-Aynat, Le Bosc, Boussenac, Brassac, Ganac, Massat, Montoulieu et Rabat-les-Trois-Seigneurs.
| Le Bosc   | Brassac                   | Ganac              |
| Boussenac | Saurat                    | Montoulieu         |
| Massat    | Rabat-les-Trois-Seigneurs | Bédeilhac-et-Aynat |

### Géologie et relief
La commune est située dans les Pyrénées, une chaîne montagneuse jeune, érigée durant l'ère tertiaire (il y a 40 millions d'années environ), en même temps que les Alpes. Les terrains affleurants sur le territoire communal sont constitués de roches sédimentaires datant pour certaines du Mésozoïque, anciennement appelé Ère secondaire, qui s'étend de −252,2 à −66,0 Ma, et pour d'autres du Protérozoïque, le dernier éon du Précambrien sur l’échelle des temps géologiques. La structure détaillée des couches affleurantes est décrite dans la feuille « n°1075 - Foix » de la carte géologique harmonisée au 1/50 000ème du département de l'Ariège, et sa notice associée.
La superficie cadastrale de la commune publiée par l’Insee, qui sert de références dans toutes les statistiques, est de 44,29 km2,. La superficie géographique, issue de la BD Topo, composante du Référentiel à grande échelle produit par l'IGN, est quant à elle de 44,7 km2. Son relief est particulièrement escarpé puisque la dénivelée maximale atteint 1 320 mètres. L'altitude du territoire varie entre 621 m et 1 941 m.
La superficie de la commune est de 4 429 hectares ; son altitude varie de 621  à   1 941 mètres.
Le Cap de la Dosse qui culmine à 1 948 mètres et qui jouxte le pic de La Journalade (1 941 mètres) est le sommet le plus haut sur la commune de Saurat.
Le rocher de Carlong, un rocher suspendu de forme ronde d'un diamètre d'une dizaine de mètres, surplombe le village. La grotte de Siech, dont l'entrée se situe sur le bas de la route dite « du Souleillan », contient 6 000 m de galeries. Et la grotte de l'Arse se trouve au pied de la face nord du massif du même nom.

### Hydrographie

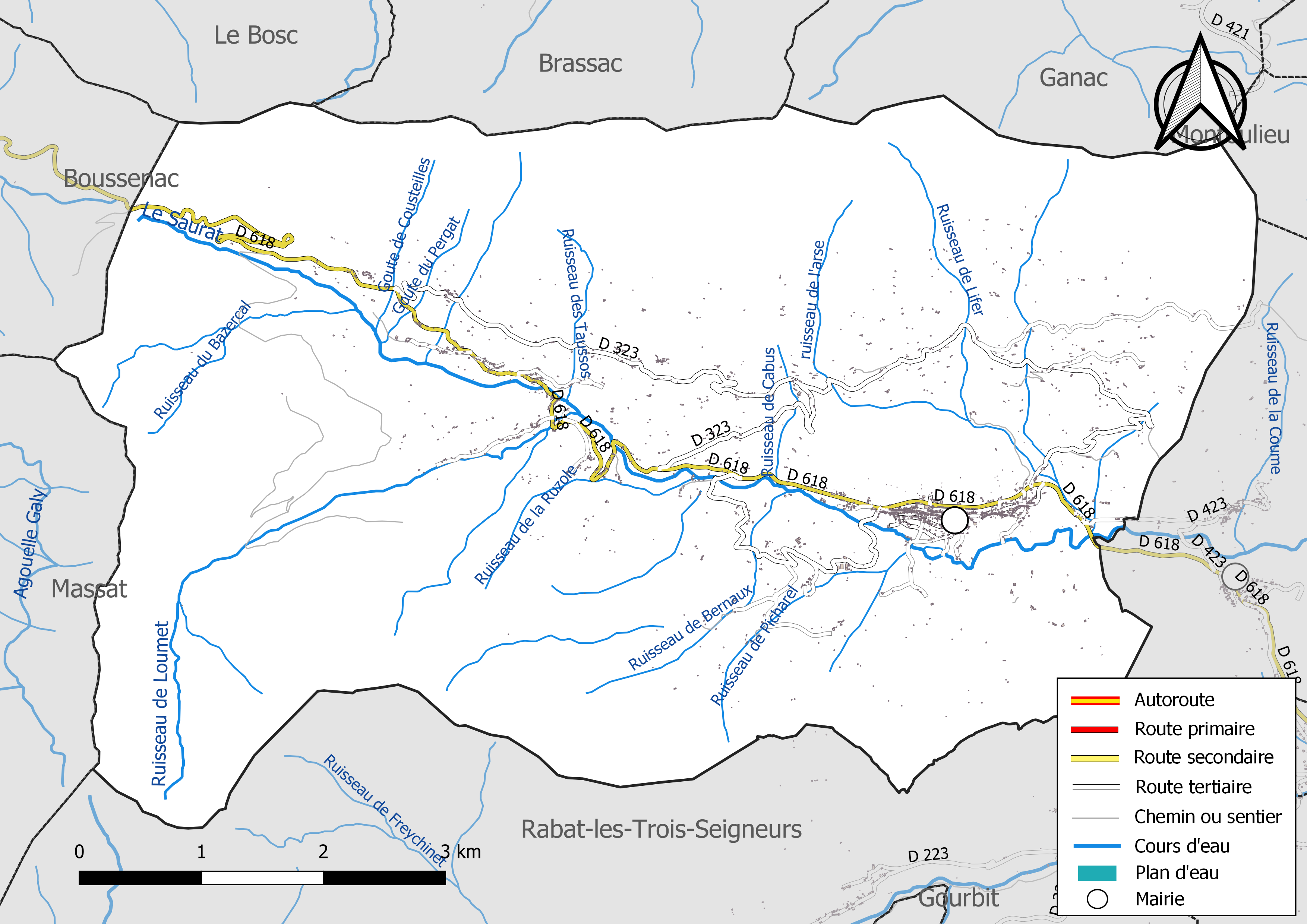
Réseaux hydrographique et routier de Saurat.

La commune est dans le bassin versant de la Garonne, au sein du bassin hydrographique Adour-Garonne. Elle est drainée par le Saurat, le ruisseau de Loumet, un bras du Saurat, Goute de Cousteilles, Goute du Pergat, le ruisseau de Bénans, le ruisseau de Bernaux, le ruisseau de Cabus, le ruisseau de l'Arse, le ruisseau de la Ruzole, le ruisseau de Lifer, le ruisseau de Picharel, le ruisseau des Taussos, le ruisseau du Bazercal et par divers petits cours d'eau, constituant un réseau hydrographique de 54 km de longueur totale,.
Le Saurat, d'une longueur totale de 15,6 km, prend sa source dans la commune de Saurat et s'écoule d'ouest en est. Il traverse la commune et se jette dans l'Ariège à Arignac, après avoir traversé 3 communes.

### Climat
Pour des articles plus généraux, voir Climat de l'Occitanie et Climat de l'Ariège.
En 2010, le climat de la commune est de type climat océanique dégradé des plaines du Centre et du Nord, selon une étude s'appuyant sur une série de données couvrant la période 1971-2000. En 2020, Météo-France publie une typologie des climats de la France métropolitaine dans laquelle la commune est exposée à un climat de montagne et est dans la région climatique Pyrénées centrales, caractérisée par une pluviométrie annuelle de 1 000 à 1 200 mm.
Pour la période 1971-2000, la température annuelle moyenne est de 10,9 °C, avec une amplitude thermique annuelle de 14,7 °C. Le cumul annuel moyen de précipitations est de 1 131 mm, avec 10,2 jours de précipitations en janvier et 7,7 jours en juillet. Pour la période 1991-2020, la température moyenne annuelle observée sur la station météorologique la plus proche, située sur la commune de Cos à 11 km à vol d'oiseau, est de 12,4 °C et le cumul annuel moyen de précipitations est de 1 004,0 mm,. Pour l'avenir, les paramètres climatiques de la commune estimés pour 2050 selon différents scénarios d'émission de gaz à effet de serre sont consultables sur un site dédié publié par Météo-France en novembre 2022.

### Milieux naturels et biodiversité

#### Espaces protégés
La protection réglementaire est le mode d’intervention le plus fort pour préserver des espaces naturels remarquables et leur biodiversité associée,.
La commune fait partie du parc naturel régional des Pyrénées ariégeoises, créé en 2009 et d'une superficie de 245 973 ha, qui s'étend sur 138 communes du département. Ce territoire unit les plus hauts sommets aux frontières de l’Andorre et de l’Espagne (la Pique d'Estats, le mont Valier, etc) et les plus hautes vallées des avants-monts, jusqu’aux plissements du Plantaurel.

#### Zones naturelles d'intérêt écologique, faunistique et floristique
L’inventaire des zones naturelles d'intérêt écologique, faunistique et floristique (ZNIEFF) a pour objectif de réaliser une couverture des zones les plus intéressantes sur le plan écologique, essentiellement dans la perspective d’améliorer la connaissance du patrimoine naturel national et de fournir aux différents décideurs un outil d’aide à la prise en compte de l’environnement dans l’aménagement du territoire.
Cinq ZNIEFF de type 1 sont recensées sur la commune :
- le « massif de l'Arize, versant sud » (8 013 ha), couvrant 14 communes du département[28] ;
- le « massif de l'Arize, zone d'altitude » (15 897 ha), couvrant 26 communes du département[29] ;
- le « massif du Pic des Trois-Seigneurs » (11 200 ha), couvrant 10 communes du département[30] ;
- les « parois calcaires et quiès du bassin de Tarascon » (8 161 ha), couvrant 58 communes du département[31] ;
- le « ruisseau du Saurat et affluents » (29 ha), couvrant 3 communes du département[32] ;

et trois ZNIEFF de type 2, : 
- le « massif de l'Arize » (42 110 ha), couvrant 40 communes du département[33] ;
- la « moyenne montagne du Vicdessos et massif des Trois-Seigneurs » (21 558 ha), couvrant 17 communes du département[34] ;
- les « parois calcaires et quiès de la haute vallée de l'Ariège » (9 891 ha), couvrant 40 communes du département[35].

Carte des ZNIEFF de type 1 et 2 à Saurat.
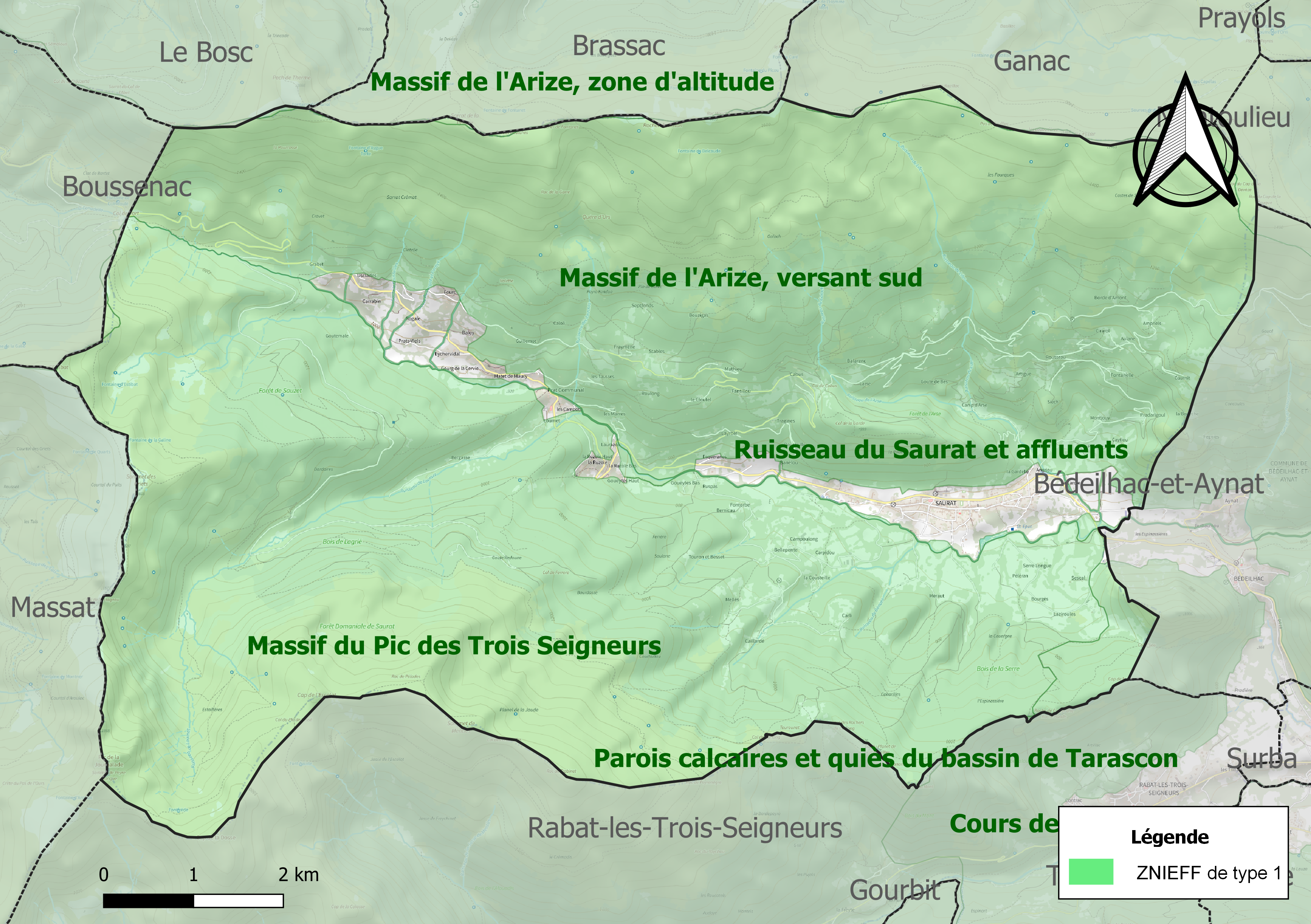
Carte des ZNIEFF de type 1 sur la commune.
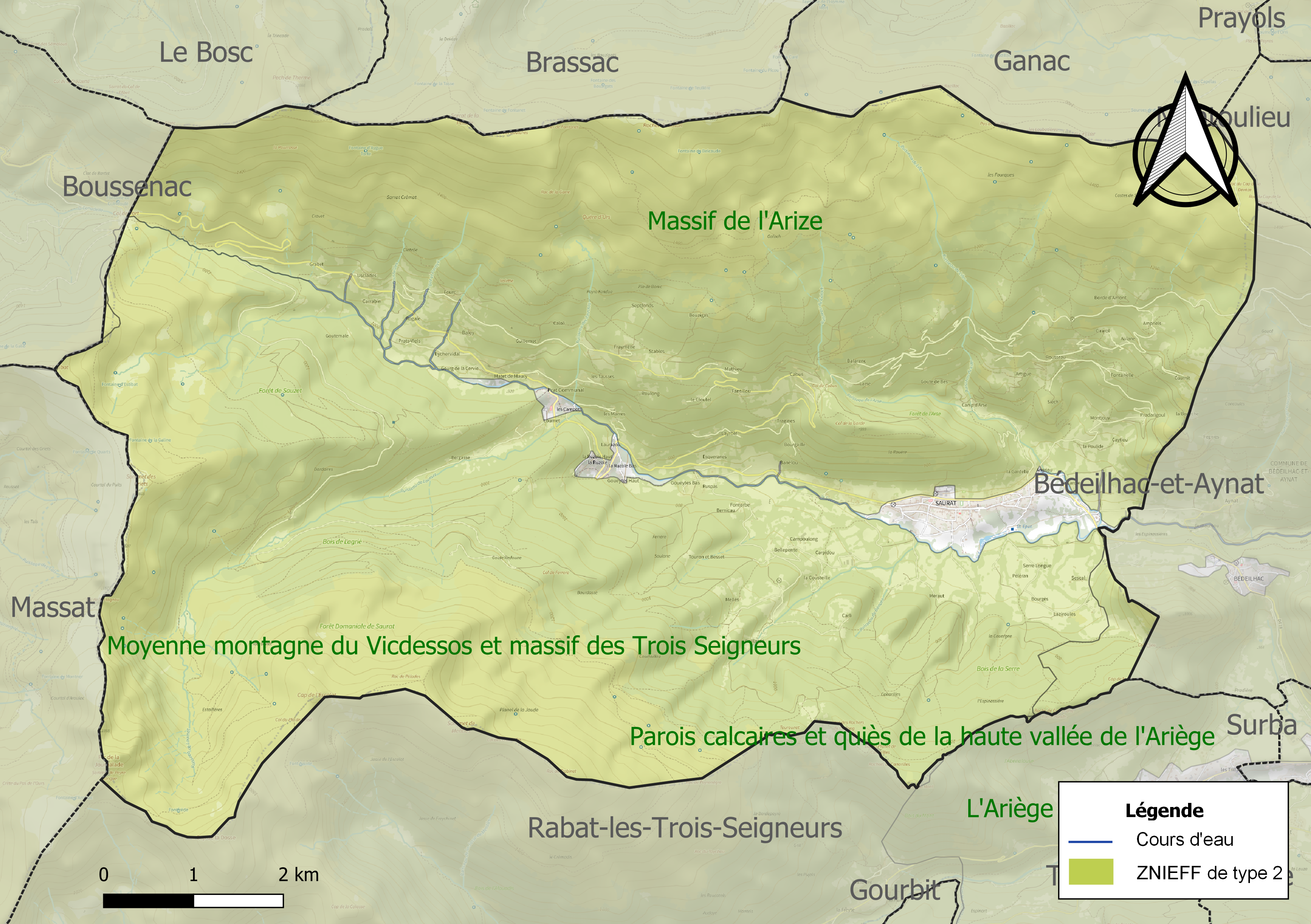
Carte des ZNIEFF de type 2 sur la commune.

## Urbanisme

### Typologie
Au 1er janvier 2024, Saurat est catégorisée commune rurale à habitat dispersé, selon la nouvelle grille communale de densité à 7 niveaux définie par l'Insee en 2022.
Elle appartient à l'unité urbaine de Tarascon-sur-Ariège, une agglomération intra-départementale dont elle est une commune de la banlieue,. La commune est en outre hors attraction des villes,.

### Occupation des sols
L'occupation des sols de la commune, telle qu'elle ressort de la base de données européenne d’occupation biophysique des sols Corine Land Cover (CLC), est marquée par l'importance des forêts et milieux semi-naturels (86,5 % en 2018), une proportion identique à celle de 1990 (86,5 %). La répartition détaillée en 2018 est la suivante : 
milieux à végétation arbustive et/ou herbacée (48,4 %), forêts (38 %), prairies (12,6 %), zones urbanisées (0,9 %), espaces ouverts, sans ou avec peu de végétation (0,1 %). L'évolution de l’occupation des sols de la commune et de ses infrastructures peut être observée sur les différentes représentations cartographiques du territoire : la carte de Cassini (XVIIIe siècle), la carte d'état-major (1820-1866) et les cartes ou photos aériennes de l'IGN pour la période actuelle (1950 à aujourd'hui).

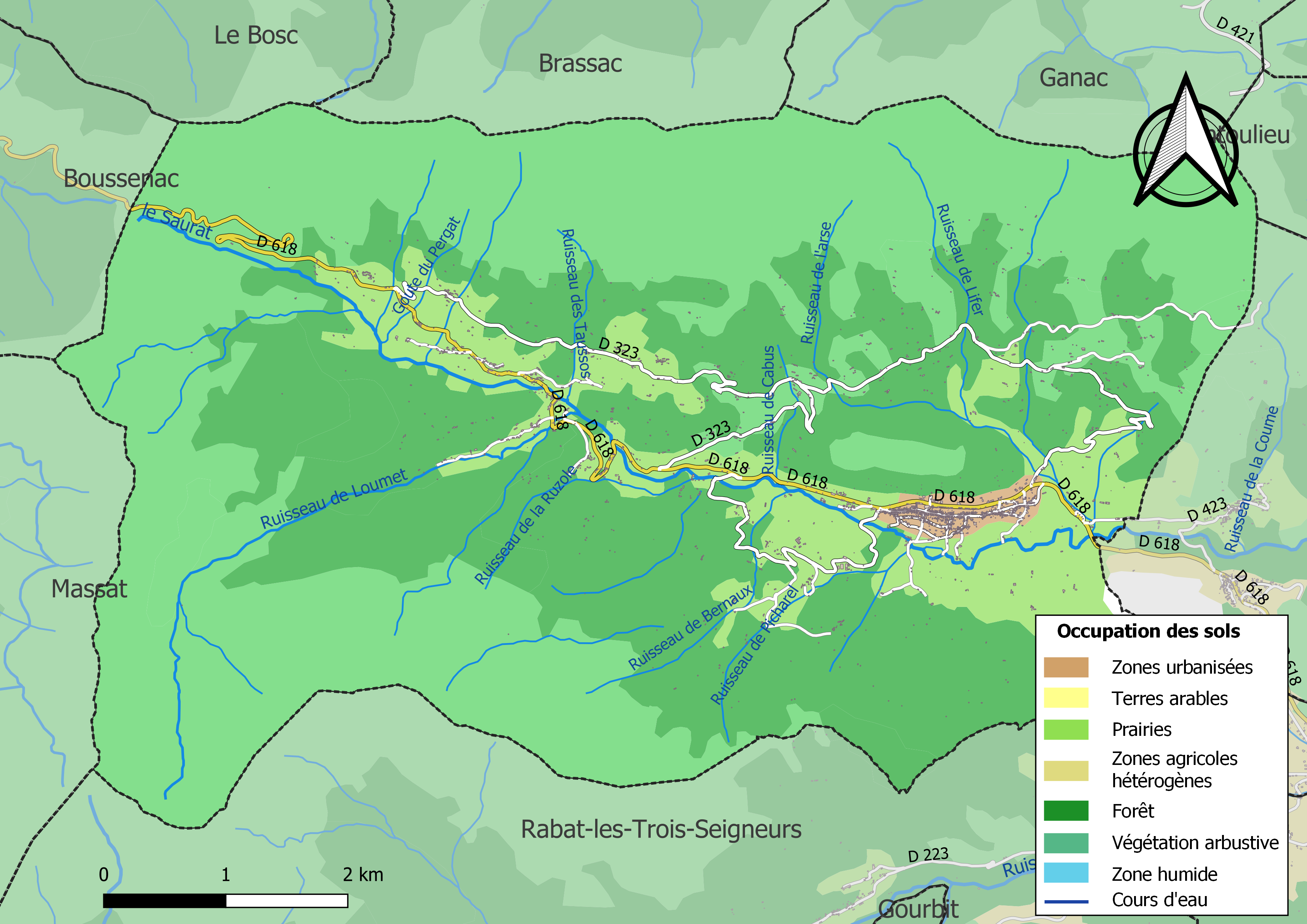
Carte des infrastructures et de l'occupation des sols de la commune en 2018 (CLC).

### Hameaux
Cabus, Carli, la Cousteille, Cazals, Fourc, Fantillou, Goueytes, Matet de Maury, Molles, la Mouline, Prat Communal, la Ruzole, le Souleilhan, Stables…

### Habitat et logement
En 2018, le nombre total de logements dans la commune était de 880, alors qu'il était de 844 en 2013 et de 854 en 2008.
Parmi ces logements, 37,6 % étaient des résidences principales, 52,7 % des résidences secondaires et 9,7 % des logements vacants. Ces logements étaient pour 98,5 % d'entre eux des maisons individuelles et pour 0,8 % des appartements.
Le tableau ci-dessous présente la typologie des logements à Saurat en 2018 en comparaison avec celle de l'Ariège et de la France entière. Une caractéristique marquante du parc de logements est ainsi une proportion de résidences secondaires et logements occasionnels (52,7 %) supérieure à celle du département (24,6 %) et à celle de la France entière (9,7 %). Concernant le statut d'occupation de ces logements, 77,4 % des habitants de la commune sont propriétaires de leur logement (80,3 % en 2013), contre 66,3 % pour l'Ariège et 57,5 % pour la France entière.
| Typologie                                               | Saurat | Ariège | France entière |
| ------------------------------------------------------- | ------ | ------ | -------------- |
| Résidences principales (en %)                           | 37,6   | 65,7   | 82,1           |
| Résidences secondaires et logements occasionnels (en %) | 52,7   | 24,6   | 9,7            |
| Logements vacants (en %)                                | 9,7    | 9,7    | 8,2            |

### Voies de communication et transports
Accès avec la route départementale D 618 entre Tarascon-sur-Ariège et Massat (ex-route nationale 618) et par le train en gare de Tarascon-sur-Ariège sur la ligne de Portet-Saint-Simon à Puigcerda (frontière).

### Risques majeurs
Le territoire de la commune de Saurat est vulnérable à différents aléas naturels : inondations, climatiques (grand froid ou canicule), feux de forêts, mouvements de terrains, avalanche  et séisme (sismicité modérée). Il est également exposé à un risque particulier, le risque radon,.

#### Risques naturels

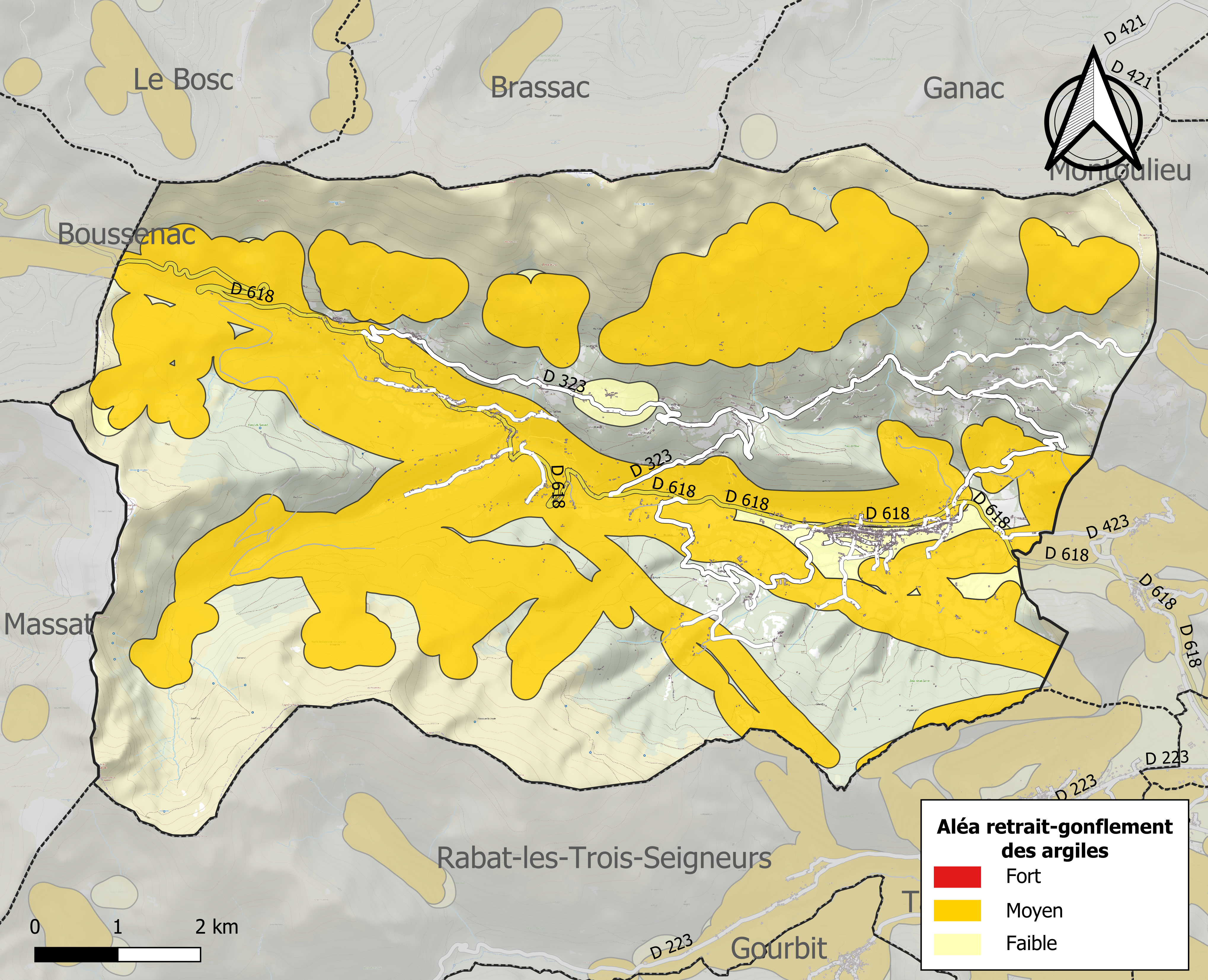
Zonage de l'aléa retrait-gonflement des argiles sur la commune de Saurat.

Certaines parties du territoire communal sont susceptibles d’être affectées par le risque d’inondation par crue torrentielle d'un cours d'eau, ou ruissellement d'un versant.
Les mouvements de terrains susceptibles de se produire sur la commune sont soit des chutes de blocs, soit des glissements de terrains, soit des effondrements liés à des cavités souterraines, soit des mouvements liés au retrait-gonflement des argiles. Près de 50 % de la superficie du département est concernée par l'aléa retrait-gonflement des argiles, dont la commune de Saurat. L'inventaire national des cavités souterraines permet par ailleurs de localiser celles situées sur la commune.

#### Risque particulier
Dans plusieurs parties du territoire national, le radon, accumulé dans certains logements ou autres locaux, peut constituer une source significative d’exposition de la population aux rayonnements ionisants. Toutes les communes du département sont concernées par le risque radon à un niveau plus ou moins élevé. Selon la classification de 2018, la commune de Saurat est classée en zone 3, à savoir zone à potentiel radon significatif.

## Histoire

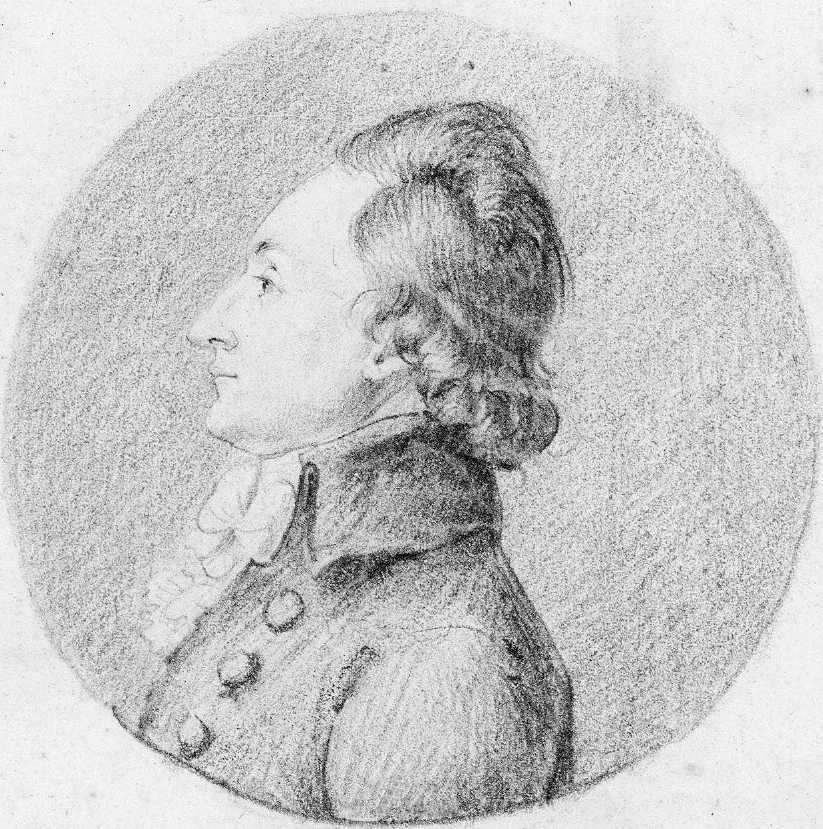
Georges Bergasse de Laziroules (1763-1827), né à Saurat, a été maire durant la période révolutionnaire, son père a été consul et des descendants de son frère, portant le même prénom, ont été également maires.

970 : Roger 1er de Carcassonne acquit le fief de Saurat contre quelques terres qu’il avait à Lordat et le don de l’alleu de Saurato (Saint Sernin) par Roger, comte de Carcassonne à un prêtre nommé Sanche
Saurat est mentionné en 1034
En 1163, mention du « castello de Saurat » qui est cédé par Raymond de Rabat au comte de Foix.
En 1244, P. de Saurat se trouve à Monségur (rappel : la famille de Rabat est compromise dans l’hérésie et le massacre d’Avignonnet réalisé à partir de Monségur)
1272 : La vallée de Saurat avec les châteaux de Saurat et de Calamières fait partie du Comté de Foix.
En 1343, le comte de Foix, Gaston, autorise l’exploitation de ses mines de fer dans la vallée de Saurat (HGL et ADA E 6, XXI, 97-98)
En 1390, Saurat comporte 80 feux (ce qui ferait, selon Voltaire, 360 habitants) ; À noter qu’il y est fait mention d’une des 11 forges du Pays de Foix ; Tous les habitants sont vassaux du comte de Foix
Saurat ressortissait de la châtellenie de Quié en 1450
La seigneurie a appartenu à Loup de Foix
Fl. Guillot note qu’il n’y a pas de mentions de hameaux dans les actes médiévaux : ils seraient donc récents.
1612 : des privilèges sont donnés à la communauté de Saurat
Selon Castillon d’Apet, l’arpentage ordonné par la commission de 1670, donne pour la superficie des bois 2.295 ha. C’est pourquoi, Saurat, hors l’activité agricole, était un fief de forgeurs et de charbonniers avant la Révolution.
Les forges de Saurat sont possédées par le seigneur Raymond Dax, seigneur de Lafacie, en 1670, et réunies au domaine du Roi
Au milieu du XVIIIe siècle, Cassini mentionne dans ses cartes 5 moulins près du village et une forge en amont
En 1765, Saurat est siège de justice et comporte 2520 habitants
Les consuls de Saurat ont droit de prendre sur chaque bœuf ou vache que les bouchers débitent, une livre pour le droit de taxe et de chaque charge de vin, le droit de le goûter pour le taxer. La communauté n’a pas de droit d’entrée aux Etats.
Les habitants réclament avec insistance leur curé emprisonné (Révolution, en 1794)
Chef lieu de canton à la Révolution, Saurat passe à celui de Tarascon le 15 octobre 1801 (23 vendémiaire An X). A noter que dans le Bulletin des Lois, en 1801, Saurat est écrit « Sorat ».
En 1821, il y est mentionné une spécialité : la fabrique de faux
Sous le premier Empire, foires le 25 avril et le 7 septembre ; mais peu importantes.
L’activité essentielle est tournée vers les mines de fer et ses forges (Martinet à 3 feux et 3 marteaux à La Mouline, près de la forge). C’est pourquoi, Saurat connaîtra la « Guerre des Demoiselles ». Justin Laffitte réorganise la garde nationale (les forces de l’ordre) pour ramener le calme
Cl. Pailhès dans « La vie en 09 au XIXe siècle » rappelle qu’en 1856, 125 chefs de famille sont forgeurs et 95 charbonniers
La vallée a connu dans la première moitié du XXe siècle une industrie de la pierre à faux lancée par un colporteur lombard. L'âge d'or de cette industrie se tint dans l'entre-deux-guerres avec l'installation de familles italiennes fuyant le fascisme qui apportèrent leur savoir-faire dans l'exploitation du minerai et le développement de l'usinage. Les meilleurs d'entre eux fabriquaient manuellement jusqu'à 600 pierres par jour. La mécanisation des années 1950 et la concurrence des pierres artificielles américaines a failli sonner le glas de cette petite industrie ariégeoise autrefois présente dans plusieurs communes (Aleu...). La force hydraulique était souvent utilisée pour la préparation des pierres.
La dernière entreprise française fonctionne à Saurat (voir Économie)

## Politique et administration

### Découpage territorial
La commune de Saurat est membre de la communauté de communes du Pays de Tarascon, un établissement public de coopération intercommunale (EPCI) à fiscalité propre créé le 21 juillet 1994 dont le siège est à Tarascon-sur-Ariège. Ce dernier est par ailleurs membre d'autres groupements intercommunaux.
Sur le plan administratif, elle est rattachée à l'arrondissement de Foix, au département de l'Ariège, en tant que circonscription administrative de l'État, et à la région Occitanie.
Sur le plan électoral, elle dépend du canton du Sabarthès pour l'élection des conseillers départementaux, depuis le redécoupage cantonal de 2014 entré en vigueur en 2015, et de la première circonscription de l'Ariège  pour les élections législatives, depuis le redécoupage électoral de 1986.

### Administration municipale
Le nombre d'habitants au recensement de 2011 étant compris entre 500 et 1 499 habitants, le nombre de membres du conseil municipal pour l'élection de 2014 est de quinze,.

### Rattachements administratifs et électoraux
Commune faisant partie de l'arrondissement de Foix de la communauté de communes du Pays de Tarascon et du canton du Sabarthès (avant le redécoupage départemental de 2014, Saurat faisait partie de l'ex-canton de Tarascon-sur-Ariège).

### Liste des maires
| Période                                  | Période       | Identité                                   | Étiquette | Qualité                     |
| ---------------------------------------- | ------------- | ------------------------------------------ | --------- | --------------------------- |
| 1787                                     | décembre 1792 | Georges Bergasse de Laziroules (1763-1827) |           |                             |
| décembre 1792                            | janvier 1793  | ?                                          | modéré    |                             |
| janvier 1793                             |               | Georges Bergasse de Laziroules (1763-1827) | patriote  |                             |
| 1840                                     | 1843          | Dessort                                    |           |                             |
| 1865                                     | 1898          | Paul Georges Bergasse de Laziroules        |           |                             |
| 1898                                     | 1904          | Georges Bergasse de Laziroules             |           |                             |
|                                          |               | Albert Sans                                | PS        |                             |
|                                          |               | Rivère                                     | PS        |                             |
|                                          |               | Jean Antoine Pianelli                      | PS        |                             |
| mars 2001                                | 2008          | Jean Roques                                |           |                             |
| mars 2008                                | mai 2020      | Anne-Marie Basseras                        |           | Retraitée de l'enseignement |
| mai 2020                                 | en cours      | Jean-Luc Rouan                             |           | Ancien Cadre                |
| Les données manquantes sont à compléter. |               |                                            |           |                             |

## Population et société

### Démographie
L'évolution du nombre d'habitants est connue à travers les recensements de la population effectués dans la commune depuis 1793. Pour les communes de moins de 10 000 habitants, une enquête de recensement portant sur toute la population est réalisée tous les cinq ans, les populations de référence des années intermédiaires étant quant à elles estimées par interpolation ou extrapolation. Pour la commune, le premier recensement exhaustif entrant dans le cadre du nouveau dispositif a été réalisé en 2006.

En 2022, la commune comptait 697 habitants, en évolution de +9,76 % par rapport à 2016 (Ariège : +1,48 %, France hors Mayotte : +2,11 %).
| 1793  | 1800  | 1806  | 1821  | 1831  | 1836  | 1841  | 1846  | 1851  |
| ----- | ----- | ----- | ----- | ----- | ----- | ----- | ----- | ----- |
| 3 495 | 4 068 | 3 791 | 4 527 | 5 014 | 5 336 | 5 509 | 5 379 | 4 456 |

| 1856  | 1861  | 1866  | 1872  | 1876  | 1881  | 1886  | 1891  | 1896  |
| ----- | ----- | ----- | ----- | ----- | ----- | ----- | ----- | ----- |
| 4 075 | 4 012 | 3 728 | 3 582 | 3 483 | 3 230 | 3 113 | 3 024 | 3 022 |

| 1901  | 1906  | 1911  | 1921  | 1926  | 1931  | 1936  | 1946  | 1954  |
| ----- | ----- | ----- | ----- | ----- | ----- | ----- | ----- | ----- |
| 2 850 | 2 718 | 2 640 | 2 164 | 1 956 | 1 890 | 1 787 | 1 503 | 1 304 |

| 1962  | 1968  | 1975 | 1982 | 1990 | 1999 | 2006 | 2011 | 2016 |
| ----- | ----- | ---- | ---- | ---- | ---- | ---- | ---- | ---- |
| 1 099 | 1 007 | 812  | 693  | 652  | 601  | 592  | 669  | 635  |

| 2021 | 2022 | - | - | - | - | - | - | - |
| ---- | ---- | - | - | - | - | - | - | - |
| 678  | 697  | - | - | - | - | - | - | - |

| selon la population municipale des années : | 1968 | 1975 | 1982 | 1990 | 1999 | 2006 | 2009 | 2013 |
| Rang de la commune dans le département      | 18   | 29   | 29   | 38   | 44   | 55   | 52   | 47   |
| Nombre de communes du département           | 340  | 328  | 330  | 332  | 332  | 332  | 332  | 332  |

### Enseignement
Saurat dispose d'une école maternelle et primaire avec cantine et fait partie de l'académie de Toulouse.

### Culture et festivités
- Association pour le développement et l’animation de la vallée du Saurat
- Festival de musique et danses traditionnelles « Festen'Oc »
- Festival du Conte
- Marchés artisanaux d'été
- Bibliothèque de Saurat
- Comité des fêtes

### Activités sportives
Club de gymnastique féminine sauratoise, Tennis club sauratois, chasse, randonnée pédestre.

### Écologie et recyclage
Saurat a été la première commune ariégeoise à se doter d'un dispositif de traitement des eaux usées par phytoépuration pour une capacité supérieure à 1 200 habitants.

## Économie

### Revenus
En 2018, la commune compte 328 ménages fiscaux, regroupant 647 personnes. La médiane du revenu disponible par unité de consommation est de 17 980 € (19 820 € dans le département).

### Emploi
| Division       | 2008  | 2013   | 2018   |
| -------------- | ----- | ------ | ------ |
| Commune        | 8,4 % | 10,2 % | 9,7 %  |
| Département    | 8,9 % | 11,1 % | 11,2 % |
| France entière | 8,3 % | 10 %   | 10 %   |

En 2018, la population âgée de 15 à 64 ans s'élève à 364 personnes, parmi lesquelles on compte 71,5 % d'actifs (61,8 % ayant un emploi et 9,7 % de chômeurs) et 28,5 % d'inactifs,. En  2018, le taux de chômage communal (au sens du recensement) des 15-64 ans est inférieur à celui de la France et du département, alors qu'en 2008 il était supérieur à celui de la France.
La commune est hors attraction des villes,. Elle compte 118 emplois en 2018, contre 113 en 2013 et 114 en 2008. Le nombre d'actifs ayant un emploi résidant dans la commune est de 231, soit un indicateur de concentration d'emploi de 51,3 % et un taux d'activité parmi les 15 ans ou plus de 49,1 %.
Sur ces 231 actifs de 15 ans ou plus ayant un emploi, 94 travaillent dans la commune, soit 41 % des habitants. Pour se rendre au travail, 77,3 % des habitants utilisent un véhicule personnel ou de fonction à quatre roues, 1,7 % les transports en commun, 6,5 % s'y rendent en deux-roues, à vélo ou à pied et 14,4 % n'ont pas besoin de transport (travail au domicile).

### Activités hors agriculture
57 établissements sont implantés  à Saurat au 31 décembre 2019. Le tableau ci-dessous en détaille le nombre par secteur d'activité et compare les ratios avec ceux du département,.
| Secteur d'activité                                                                                        | Commune | Commune | Département |
| Secteur d'activité                                                                                        | Nombre  | %       | %           |
| --- | ------- | ------- | ----------- |
| Ensemble                                                                                                  | 57      |         |             |
| Industrie manufacturière, industries extractives et autres                                                | 9       | 15,8 %  | (12,9 %)    |
| Construction                                                                                              | 9       | 15,8 %  | (14,2 %)    |
| Commerce de gros et de détail, transports, hébergement et restauration                                    | 15      | 26,3 %  | (27,5 %)    |
| Information et communication                                                                              | 2       | 3,5 %   | (1,8 %)     |
| Activités immobilières                                                                                    | 2       | 3,5 %   | (4,2 %)     |
| Activités spécialisées, scientifiques et techniques et activités de services administratifs et de soutien | 13      | 22,8 %  | (13,2 %)    |
| Administration publique, enseignement, santé humaine et action sociale                                    | 3       | 5,3 %   | (14,4 %)    |
| Autres activités de services                                                                              | 4       | 7 %     | (8,8 %)     |

Le secteur du commerce de gros et de détail, des transports, de l'hébergement et de la restauration est prépondérant sur la commune puisqu'il représente 26,3 % du nombre total d'établissements de la commune (15 sur les 57 entreprises implantées  à Saurat), contre 27,5 % au niveau départemental.

#### La pierre à aiguiser des Pyrénées
À Saurat se trouve une des dernières fabriques européennes de pierres à aiguiser naturelles. Créée au début des années 1900 par la famille Cuminetti, cette exploitation a été reprise en 2006 par Alain Soucille, également entrepreneur à Thiers, capitale de la coutellerie.
L'exploitation de ce grès schisteux dans la montagne proche du village s’effectue en galerie pour les schistes durs et à ciel ouvert pour les schistes mi-durs et doux. La finesse du grain et la pureté minéralogique permettent un aiguisage rationnel et parfait, permettant l'élaboration d'une gamme complète d’outils de différentes tailles pour la coutellerie, la menuiserie… et même des limes à ongles pratiquement inusables.
« La Pierre à Aiguiser des Pyrénées » est labellisée Entreprise du patrimoine vivant.

### Agriculture
La commune fait partie de la petite région agricole dénommée « Région pyrénéenne ». En 2010, l'orientation technico-économique de l'agriculture  sur la commune est l'élevage d'herbivores hors bovins, caprins et porcins.
|                                   | 1988 | 2000 | 2010 |
| --------------------------------- | ---- | ---- | ---- |
| Exploitations                     | 55   | 37   | 37   |
| Superficie agricole utilisée (ha) | 856  | 979  | 1076 |

Le nombre d'exploitations agricoles en activité et ayant leur siège dans la commune est passé de 55 lors du recensement agricole de 1988 à 37 en 2000 puis à 37 en 2010, soit une baisse de 33 % en 22 ans. Le même mouvement est observé à l'échelle du département qui a perdu pendant cette période 48 % de ses exploitations. La surface agricole utilisée sur la commune a quant à elle augmenté, passant de 856 ha en 1988 à 1 076 ha en 2010. Parallèlement la surface agricole utilisée moyenne par exploitation a augmenté, passant de 16 à 29 ha.

#### Autres activités
Une petite unité de production de cosmétiques à partir de plantes biologiques locales cultivées ou récoltées en altitude est en activité sur la commune.
Première dans la vallée, la fromagerie biologique Les vieux prés au hameau de Eychervidal à Prat Communal produira début 2021 de la tomme de vache au lait cru biologique.

## Culture locale et patrimoine

### Lieux et bâtiments
Châteaux et tours de l'époque cathare :
- la tour du Calamès, ruine restante du château de Calamès ;
- la tour de Montorgueuil ;
- le château de Miramont ;
- l’église  Sainte-Madeleine de Saurat ;
- l’église Saint-Blaise de Prat Communal ;
- le col de Port (1 249 mètres) avec la sculpture Les fenestrelles en pierres sèches[69] ;
- le rocher de Batail (1 716 m), point culminant du massif de l'Arize, en limite nord de la commune.

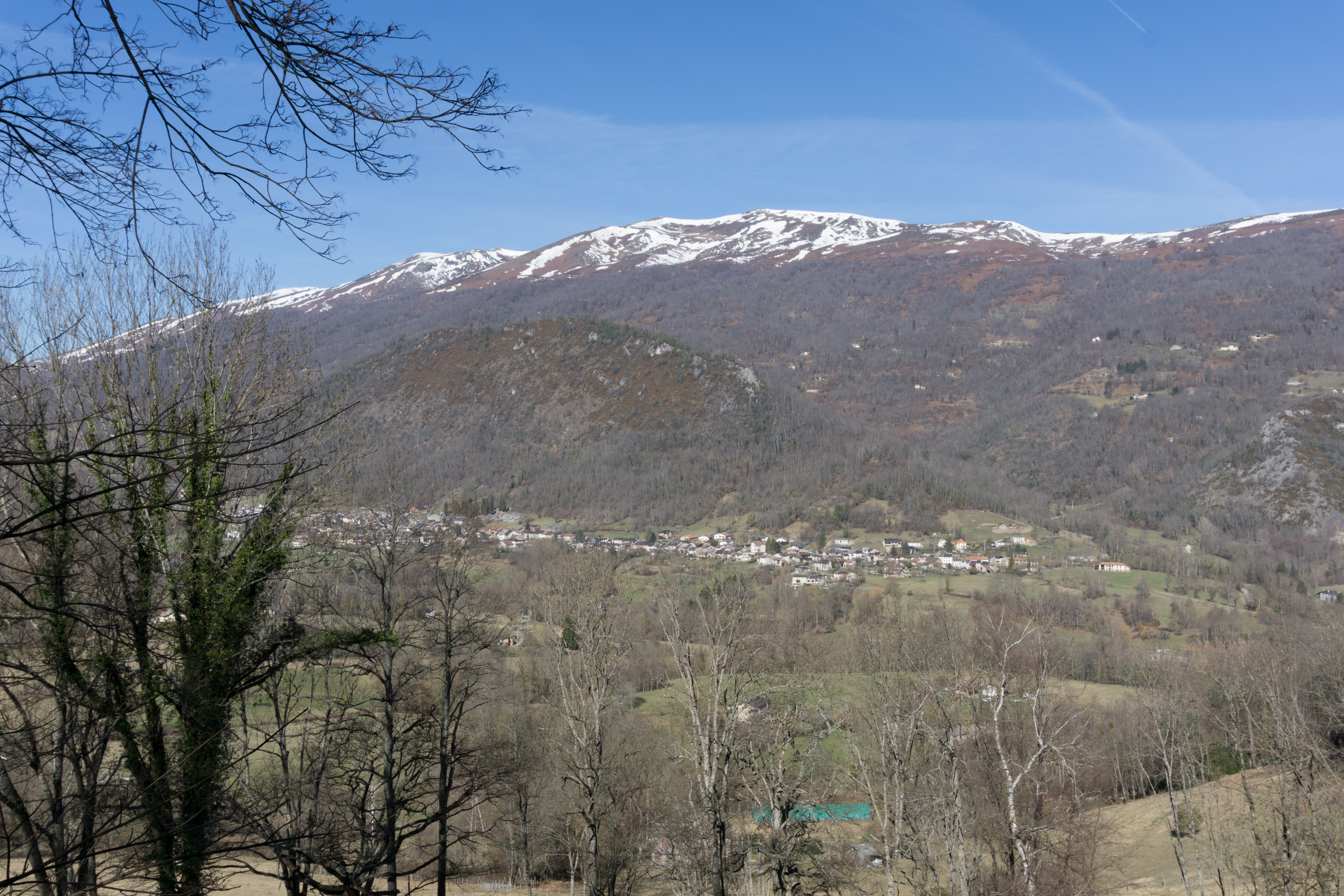
Vue sur le village.
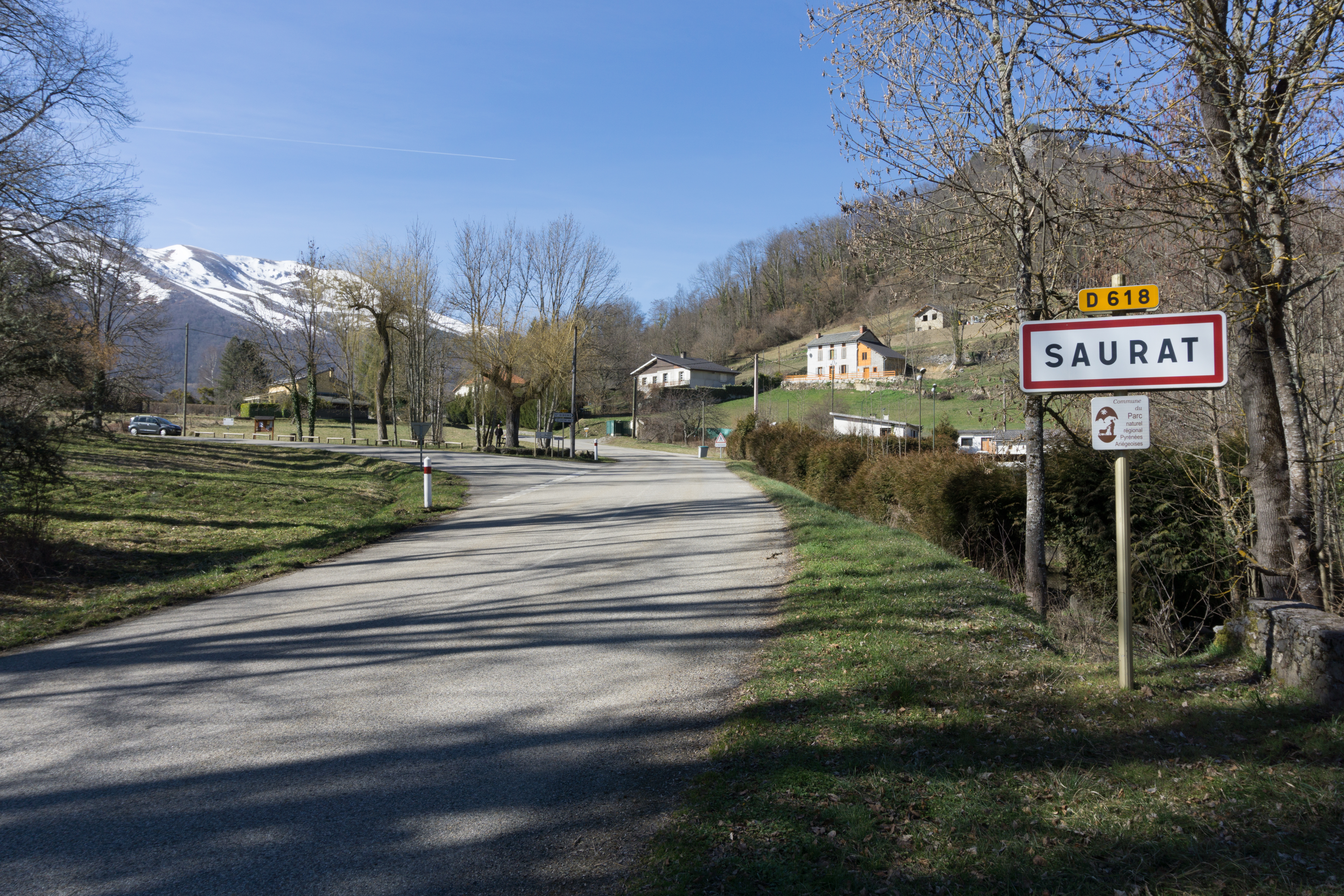
L'entrée du village.
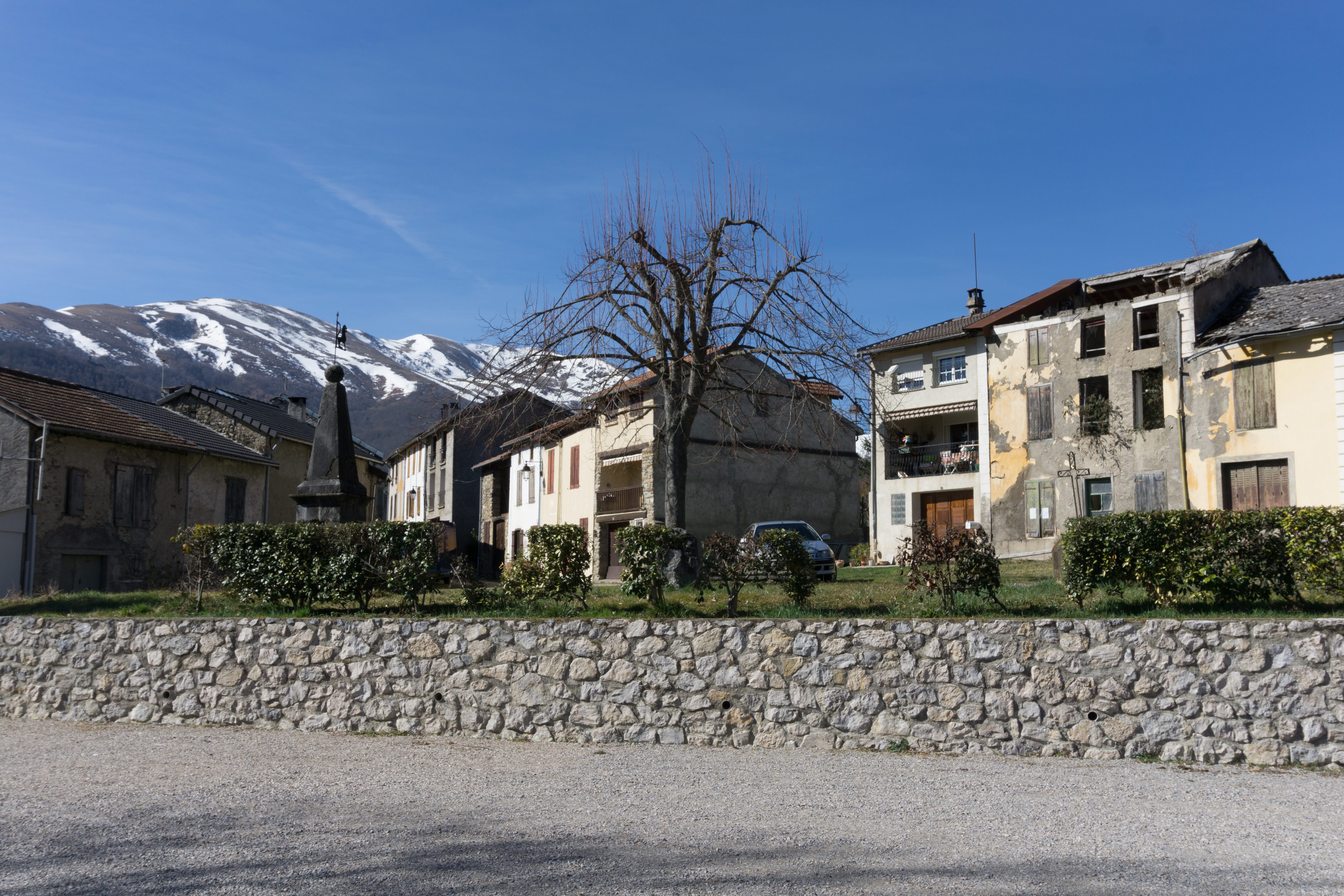
Aperçu du village avec fontaine.
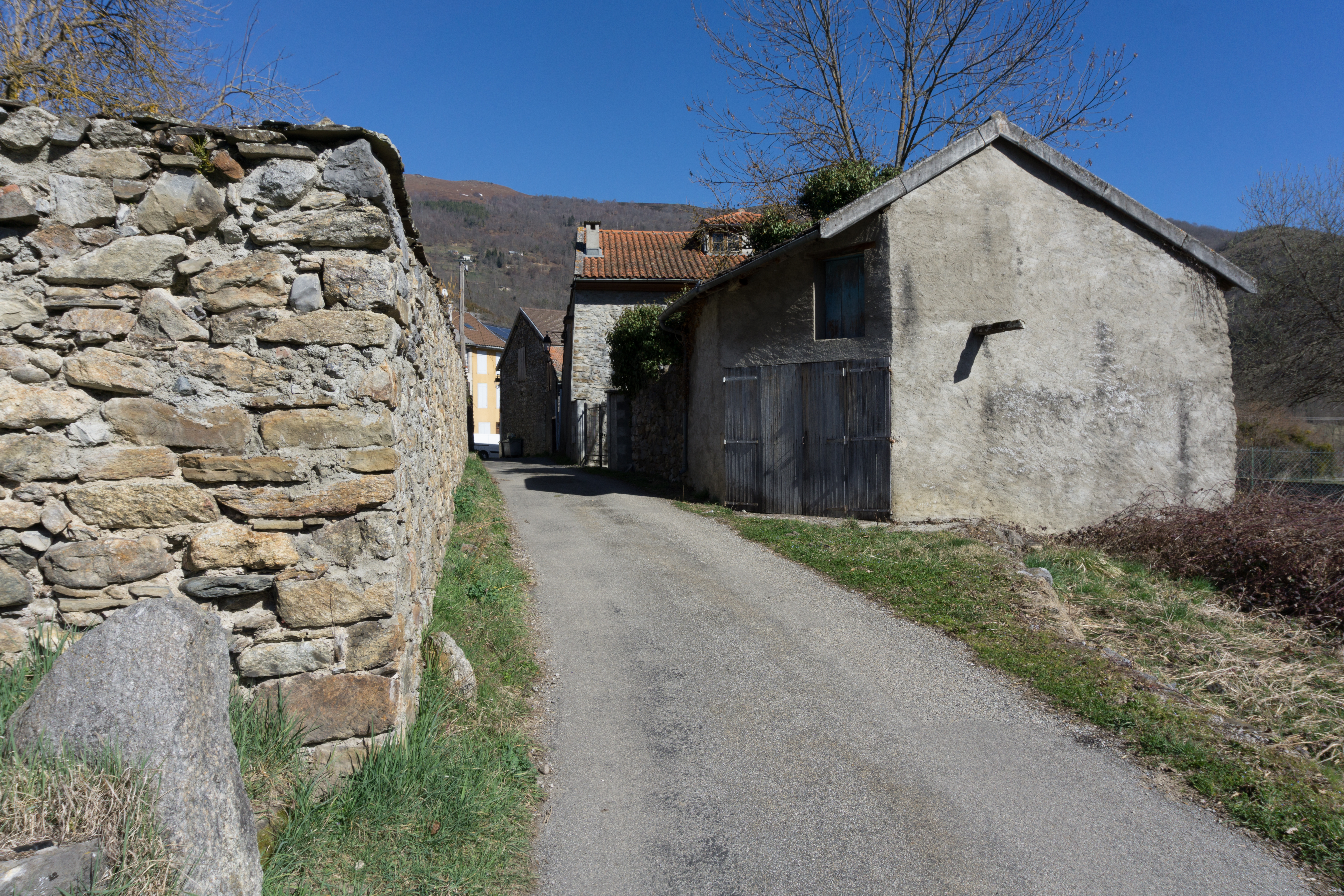
Aperçu du village.
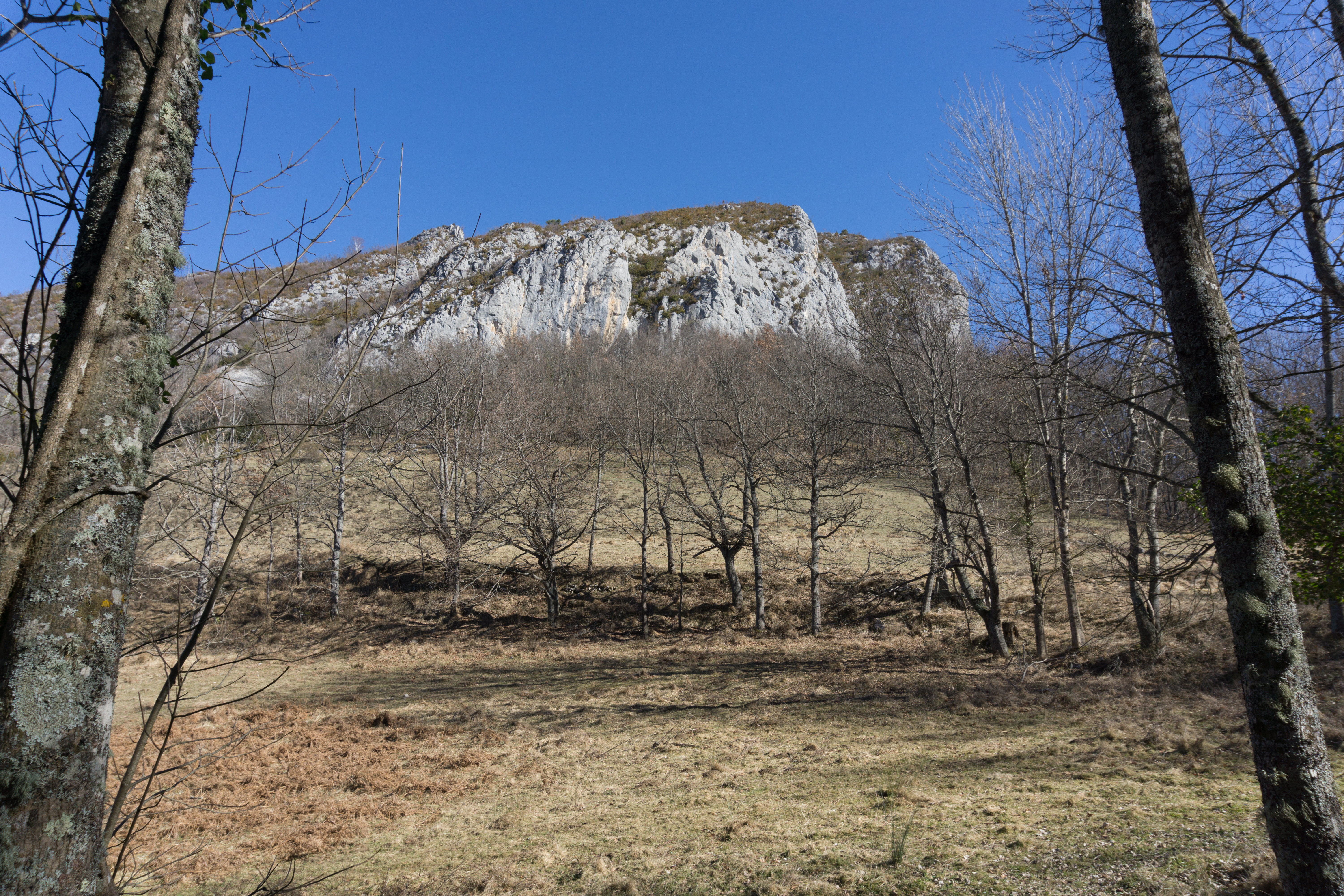
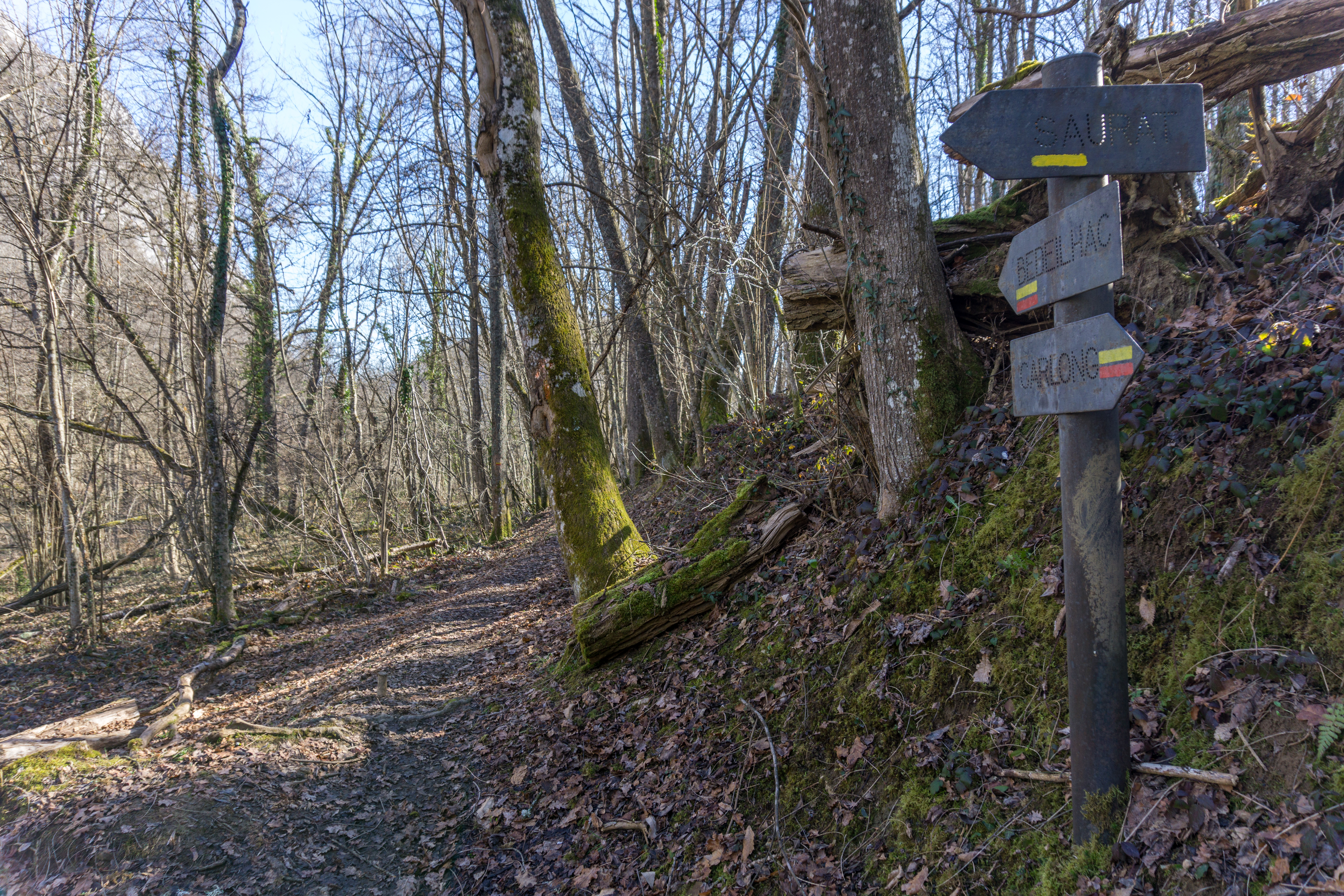
Panneaux d'informations de randonnée.

### Personnalités liées à la commune
- Georges Bergasse de Laziroules (1763-1827), né à Saurat et ancien maire. Il est député du tiers aux États généraux de 1789, puis député de l'Ariège au Conseil des Cinq-Cents.
- Justin Laffite (1772-1832), général de la Révolution et de l'Empire, député de l'Ariège.
- Clément Sans (1834-1911) photographe de Saurat, un livre a été édité en 2015 sur son œuvre[70],[71].
- Paul Caujolle (1891-1955), maire de Siguer, conseiller général de l’Ariège et président de l'ordre national des experts comptables (1943-1945) inhumé à Saurat. Sur la tombe un médaillon en bronze œuvre de Carlo Sarrabezolles.
- Raymond Augustin Mailhat (1862-1923), né à Saurat, fabricant français de télescopes et d'instruments optiques de précision.
- Ted Carrasco (1933), sculpteur né à la Paz, habite sur la commune.
- Édouard Sans (1934-2017), germaniste et traducteur né à Saurat.

### Héraldique
| Blason | Blasonnement : De gueules à la vache d'argent surmontée de trois fleurs de lys du même ordonnées 2 et 1,. Commentaires : dessiné par Y.-A. Cros (Cercle généalogique de Languedoc). |